# Krzywiczyny
Krzywiczyny [pronunciación en polaco: /kʂɨviˈt͡ʂɨnɨ/] (en alemán: Schönfeld) es un pueblo ubicado en el distrito administrativo (gmina) de Wołczyn, dentro del condado de Kluczbork, voivodato de Opole, Polonia. Según el censo de 2011, tiene una población de 618 habitantes.
Está ubicado aproximadamente a 6 kilómetros al norte de Wołczyn, a 15 kilómetros al noroeste de Kluczbork y a 46 kilómetros al norte de la capital regional, Opole.